# Nissan Стедіум
LP Філд (англ. Nissan Stadium) — американський спортивний стадіон, розташований у місті Нашвілл, штат Теннессі. Стадіон приймає домашні ігри команди Національної футбольної ліги Теннессі Тайтанс. Арена, переважно, використовується для проведення спортивних подій, а також для концертів та різноманітних фестивалів.